# Степанков Роман Андрійович
Рома́н Андрі́йович Степанко́в (нар. 1 січня 1989, Снятин, Івано-Франківська область, УРСР) — український футболіст, виступаючий на позиціях півзахисника та нападника.

## Життєпис
Вихованець ДЮСШ «Буковина», де й починав свої перші кроки у футбольній кар'єрі провівши 68 ігор (20 голів) в чемпіонаті України (ДЮФЛ). Професіональну кар'єру теж розпочав в рідній команді. За буковинський клуб у 2006 році зіграв 27 матчів і відзначився 1 голом. 
На початку 2007 році перебрався до Києва в місцеву «Оболонь», у складі якої провів два сезони, але більшу частину часу виступав за другу команду «Оболоні», у якій зіграв більше 50 матчів. Але і з першою командою Роман ставав бронзовим призером Першої ліги України.
У 2009 році перейшов до ужгородського «Закарпаття», де провів півсезону і разом з командою завоював золоті медалі Першої ліги. У 2010 році, перед поверненням у рідну «Буковину», виступав за білоцерківський «Арсенал». Разом із «Буковиною» здобув путівку до Першої ліги, завоювавши чемпіонство Другої ліги.
Відігравши три сезони в «Буковині» (57 матчів у всіх турнірах), повернувся в «Арсенал» (Біла Церква), де зіграв 21 матч і відзначився 2 голами. У 2013 році приєднався до кіровоградської «Зірки», але надовго там не затримався (8 матчів у всіх турнірах), а повернувся на допомогу до «Буковини», яка переживала нелегкі часи.
У 2015 році перейшов у польську команду «Пуща», яка виступала у другій лізі чемпіонату Польщі. У січні 2017 припинив співпрацю з клубом, за який протягом двох років провів більше 45 офіційних матчів.
Після цього підписав контракт із клубом 4-го за рівнем дивізіону (III ліга) Польщі «Карпати» (Коросно), за який виступав до завершення 2016/17 сезону. У той же час, Романа запросили назад до клубу «Пуща», який після його відходу підвищився в класі та розпочав виступи в першій польській лізі — працювати тренером у місцевій ДЮСШ. 
Також виступає за клуб 5 дивізіону (IV ліга): ГКС «Дрвіня». У новій команді відразу став одним з лідерів, а потім і капітаном команди. А пізніше став виконувати і функції граючого тренера.

## Досягнення
- Переможець Першої ліги України: 2008/09
- Переможець Другої ліги України: 2009/10
- Бронзовий призер Першої ліги України: 2007/08

## Особисте життя
Одружений, дружина — Ольга. Має сина Даниїла, хрещеним батьком якого є Вадим Пислар.